# Titan Quest
Titan Quest es un videojuego de rol de acción desarrollado por el estudio Iron Lore y publicado por la distribuidora THQ.
El videojuego se ambienta al principio en la antigua Grecia, una mitológica Grecia de Sátiros y Minotauros, en la cual el jugador se encarna en la piel de un guerrero sin pasado, y con el cual derrotará diferentes clases de monstruos mitológicos de todas las grandes civilizaciones de la antigüedad:
1. Antigua Grecia
2. Antiguo Egipto
3. Antigua China

## Helos en apuros
El juego comienza en un pequeño puerto, al este de Grecia, cercano a la Villa de Helos. 
Un hombre llamado Corythus indicará al jugador a que se dirija a Helos a ayudar a los guerreros de la villa en la batalla contra un poderoso chamán.
Al continuar el camino hacia el norte, se encontrará con otro hombre que le ruega salvar a su caballo de un jabalí y unos sátiros que lo atacan. Para ello, el jugador se arma de un puñal.
Diómedes solicitará ayuda para derrotar al chamán y salvar los pocos cultivos que tiene su pueblo.
Tras hacer esto, el jugador deberá hablar con Leónidas para que envíe guerreros hacia allí.

## Luego de Helos
A lo largo de la extendida trama surgirán misiones secundarias que permitirán la jugador ganar objetos, experiencia y otras recompensas. Ocurrirán batallas contra centauros, gorgonas, escorpiones y otros.
El objetivo final de Grecia es derrotar a un Telkine que quiere destruir la comunicación de los humanos hacia los dioses y entonces continuar con su propósito, siendo la misión principal durante casi todo el juego detenerlo e impedir que avance hacia su cometido.
Luego de ser derrotado en Grecia, otro Telkine arrasará Rhakotis y continuará su viaje Nilo arriba.
El jugador hablará con Imhotep, un vidente de la Orden de Prometeo, luego de lo cual deberá ir a buscar un pergamino que le permitirá comunicarse con los dioses, para solicitar ayuda para derrotar al Telkine. 
El pergamino indica que se necesitarán dos objetos: La Mano De La Gloria y El Ojo Del Caos. Luego de encontrarlos, el jugador se encontrará a Imhotep en Menfis. Luego de entregarle La Mano de la Gloria Y El Ojo del Caos, Imhotep descubre que su plan para comunicarse con los dioses fracasa.
El jugador deberá evitar que el Telkine robe una hoz sagrada que tiene el poder de herir a los dioses. Para ello, se dirigirá hasta Oriente, a Babilonia y luego a China donde deberá evitar que el Telkine libere al Tifón, un poderoso titán, le entregue la hoz y con ella el poder de asesinar a los dioses.
Al vencer al Telkine, el jugador deberá perseguir al titán por el Portal del Tifón hasta el Olimpo, derrotarle y salvar así a los dioses y a la humanidad.

## Immortal Throne
THQ publicó en marzo de 2007 una expansión de nombre Titan Quest: Immortal Throne. Esta expansión agrega al juego nuevos detalles, como una caravana donde los jugadores pueden guardar items extra e intercambiar estos entre caracteres.Los jugadores se pueden equipar artefactos, los cuales se fabrican con poderosas fórmulas arcanas, para esto se ha agregado un hechicero que es capaz de crear esos artefactos. El hechicero puede también separar las reliquias o hechizos de las armas y viceversa. Además de esto se le agregó un nuevo acto al juego en el que Zeus envía al jugador a Rodas y luego al inframundo para combatir a Hades y a su creciente ejército.